# Radio Adige
Radio Adige è stata una emittente radiofonica privata di Verona. Ha trasmesso dall'ottobre del 1976 a Verona e Mantova. Il segnale radiofonico, attraverso 4 frequenze, raggiungeva la totalità del territorio del Comune di Verona e Provincia, del comune di Mantova e Provincia e parte delle province di Brescia, Vicenza, Rovigo, Modena e Reggio Emilia.
Fin dall'inizio il palinsesto di Radio Adige si è caratterizzato sia per i suoi programmi, interamente autoprodotti e legati alla realtà locale, che per la colonna musicale priva di commento. Oggi la programmazione prevede 13 giornali radio, 4 notiziari dedicati alla provincia, programmi dedicati alla cultura, allo spettacolo ed allo sport locale con interviste con personaggi del mondo della politica, della cultura e dello sport.
Nel corso del 2007 Radio Adige vanta l'ascolto di 96.000 ascoltatori nel giorno medio e di 288.000 nei sette giorni (fonte Audiradio).
Dal 1 luglio 2017 Radio Adige chiude dopo aver venduto le frequenze a Radiofreccia.